# AKB48
AKB48 is een populaire Japanse meidengroep. De groep werd opgericht in 2005 door de bekende tekstschrijver en muziekproducer Yasushi Akimoto.
In Japan heeft de popgroep een enorme populariteit bereikt. Hun laatste 17 singles kwamen allemaal bovenaan de wekelijkse Oricon-hitlijst. Bovendien staan "Beginner" en "Heavy Rotation" van AKB48 respectievelijk op plaatsen 1 en 2 in de lijst van best verkochte singles van 2010 in Japan, terwijl in 2011 en 2012 bezet AKB48 de hele top 5 in de jaarlijkse Oricon-hitlijsten.
De band dankt zijn naam aan Akihabara (vaak afgekort tot Akiba), een wijk in Tokio waar het eigen theater van AKB48 gevestigd is. Akimoto had het idee een idoolgroep te vormen die fans altijd konden zien optreden. AKB48 treedt nog steeds elke dag in het theater op, maar omdat de populariteit van de groep is toegenomen, zijn tickets middels een loterij verdeeld.
In november 2010 werd AKB48 opgenomen in het Guinness Book of Records als "grootste popgroep ter wereld". Op dat moment had de band 48 leden. Vanaf 1 februari 2013 bestaat AKB48 uit een totaal van 88 meisjes en de groep werd steeds groter met ongeveer 600 leden. De groep is verdeeld in zes teams: Team A en Team K met 21 leden per team, Team B met 22 leden, Team 4 en Team 8. Dit verandert de hele tijd, omdat er steeds nieuwe leden komen. * Ook is er een aantal aspirant-leden, die "kenkyūsei" ("stagiaires") worden genoemd. Ook is er een Team Kaigai, die ook promoot in ander international groepen. In het theater heeft elk team zijn eigen concertshow, met veel liederen die speciaal voor het team geschreven zijn. Er zijn twee niet-Japanse teams: AKB48 China en AKB48 Taiwan.
Sinds 2005 heeft Yasushi Akimoto nog een aantal groepen opgericht: SKE48, die optreedt in een theater in de wijk Sakae van Nagoya, NMB48 met een theater in Namba, HKT48 met een niet-permanente theater in Hakata, NGT48 met een theater in Niigata en STU48 met een theater op een boot die door de Setouchi regio reist. Naast Japanse meidengroepen, werden er ook andere Aziatische meidengroepen opgericht : JKT48 (Jakarta, Indonesië), BNK48 (Bangkok, Thailand), MNL48 (Manila, Filipijnen), AKB48 Team SH (Shanghai, China), AKB48 Team TP (Taipei, Taiwan) en CGM48 (Chiang Mai, Thailand).    
Sinds 2009 zijn er elk jaar in de zomer verkiezingen waarin de fans bepalen welke meisjes aan de volgende single deel mogen nemen. Voor de AKB48-verkiezingen (Senbatsu Sousenkyo) elk jaar, waarin de leden van AKB48, SKE48, SDN48, NMB48, HKT48, NGT48, STU48 verkiesbaar zijn, worden vaak meer dan miljoenen stemmen uitgebracht. Soms mogen er ook internationale groepen meedoen, zoals JKT48 en SNH48 ooit hadden gedaan, maar dat zijn meestal leden van Team Kaigai, een team met leden die in meerdere internationale groepen promoot. In andere internationale wordt er ook Senbatsu gehouden (JKT48, BNK48 en MNL48), en in SNH48 kunnen, net als in AKB48, meerdere groepen deelnemen. Bovendien, in 2010 was er een "steen, papier, schaar"-toernooi voor deelname aan een single. Sindsdien wordt het toernooi elk jaar in september gehouden.
* per 1 februari 2013

## Leden
Leider van de hele groep: Minami Takahashi.

### Team A
Kapitein: Mariko Shinoda.
| Naam (Geboren)                                           | Plaats in de verkiezing | Plaats in de verkiezing | Plaats in de verkiezing | Plaats in de verkiezing |
| Naam (Geboren)                                           | 1                       | 2                       | 3                       | 4                       |
| -------------------------------------------------------- | ----------------------- | ----------------------- | ----------------------- | ----------------------- |
| Rina Izuta (伊豆田 莉奈) (26 november 1995, Saitama)     |                         |                         | ×                       | ×                       |
| Anna Iriyama (入山 杏奈) (3 december 1995, Chiba)        |                         |                         | ×                       | ×                       |
| Karen Iwata (岩田 華怜) (13 mei 1998, Miyagi)            |                         |                         |                         | ×                       |
| Ryōka Ōshima (大島 涼花) (21 oktober 1998, Kanagawa)     |                         |                         |                         | ×                       |
| Tomomi Kasai (河西 智美) (16 november 1991, Tokio)       | 10                      | 12                      | 16                      | 12                      |
| Rina Kawaei (川栄 李奈) (12 februari 1995, Kanagawa)     |                         |                         | ×                       | ×                       |
| Ayaka Kikuchi (菊地 あやか) (30 juni 1993, Tokio)        | ×                       | ×                       | ×                       | 51                      |
| Riho Kotani (小谷 里歩) (24 augustus 1994, Kyoto)        |                         |                         | ×                       | ×                       |
| Marina Kobayashi (小林 茉里奈) (24 februari 1996, Tokio) |                         |                         | ×                       | ×                       |
| Sumire Satō (佐藤 すみれ) (20 november 1993, Saitama)    | ×                       | 31                      | 34                      | 61                      |
| Mariko Shinoda (篠田 麻里子) (11 maart 1986, Fukuoka)    | 3                       | 3                       | 4                       | 5                       |
| Juri Takahashi (高橋 朱里) (3 oktober 1997, Ibaraki)     |                         |                         |                         | ×                       |
| Minami Takahashi (高橋 みなみ) (8 april 1991, Tokio)     | 5                       | 6                       | 7                       | 6                       |
| Yūka Tano (田野 優花) (7 maart 1997, Tokio)              |                         |                         |                         | 45                      |
| Tomomi Nakatsuka (中塚 智実) (18 juni 1993, Saitama)     | ×                       | ×                       | ×                       | ×                       |
| Shiori Nakamata (仲俣 汐里) (25 juli 1992, Tokio)        |                         |                         | ×                       | ×                       |
| Moeno Nitō (仁藤 萌乃) (22 juli 1992, Tokio)             | ×                       | 29                      | 31                      | 55                      |
| Sakiko Matsui (松井 咲子) (10 december 1990, Saitama)    | ×                       | ×                       | 38                      | 53                      |
| Ayaka Morikawa (森川 彩香) (24 maart 1996, Saitama)      |                         |                         | ×                       | ×                       |
| Yui Yokoyama (横山 由依) (8 december 1992, Kyoto)        |                         | ×                       | 19                      | 15                      |
| Mayu Watanabe (渡辺 麻友) (26 maart 1994, Saitama)       | 4                       | 5                       | 5                       | 2                       |

### Team K
Kapitein: Yūko Ōshima.
| Naam (Geboren)                                            | Plaats in de verkiezing | Plaats in de verkiezing | Plaats in de verkiezing | Plaats in de verkiezing |
| Naam (Geboren)                                            | 1                       | 2                       | 3                       | 4                       |
| --------------------------------------------------------- | ----------------------- | ----------------------- | ----------------------- | ----------------------- |
| Sayaka Akimoto (秋元 才加) (26 juli 1988, Chiba)          | 12                      | 17                      | 17                      | 20                      |
| Maria Abe (阿部 マリア) (29 november 1995, Kanagawa)      |                         |                         | ×                       | ×                       |
| Tomomi Itano (板野 友美) (3 juli 1991, Kanagawa)          | 7                       | 4                       | 8                       | 8                       |
| Mayumi Uchida (内田 眞由美) (27 december 1993, Tokio)     | ×                       | ×                       | ×                       | ×                       |
| Yūko Ōshima (大島 優子) (17 oktober 1988, Tochigi)        | 2                       | 1                       | 2                       | 1                       |
| Rie Kitahara (北原 里英) (24 juni 1991, Aichi)            | 13                      | 16                      | 13                      | 13                      |
| Asuka Kuramochi (倉持 明日香) (11 sep. 1989, Kanagawa)    | 21                      | 23                      | 21                      | 22                      |
| Kana Kobayashi (小林 香菜) (17 mei 1991, Saitama)         | ×                       | ×                       | ×                       | 41                      |
| Amina Satō (佐藤 亜美菜) (16 oktober 1990, Tokio)         | 8                       | 18                      | 18                      | 21                      |
| Haruka Shimada (島田 晴香) (16 december 1992, Shizuoka)   |                         | ×                       | ×                       | ×                       |
| Shihori Suzuki (鈴木 紫帆里) (17 februari 1994, Kanagawa) | ×                       |                         | ×                       | ×                       |
| Rina Chikano (近野 莉菜) (23 april 1993, Tokio)           | ×                       | ×                       | ×                       | ×                       |
| Chisato Nakata (中田 ちさと) (8 oktober 1990, Saitama)    | ×                       | ×                       | ×                       | 37                      |
| Sayaka Nakaya (仲谷 明香) (15 oktober 1991, Iwate)        | ×                       | ×                       | ×                       | 36                      |
| Mariya Nagao (永尾 まりや) (10 maart 1994, Kanagawa)      |                         | ×                       | ×                       | 39                      |
| Nana Fujita (藤田 奈那) (28 december 1996, Tokio)         |                         |                         | ×                       | ×                       |
| Ami Maeda (前田 亜美) (1 juni 1995, Tokio)                | ×                       | ×                       | 37                      | 42                      |
| Jurina Matsui (松井 珠理奈) (8 maart 1990, Aichi)         | 19                      | 10                      | 14                      | 9                       |
| Natsumi Matsubara (松原 夏海) (19 juni 1990, Fukuoka)     | 30                      | 39                      | ×                       | ×                       |
| Miho Miyazaki (宮崎 美穂) (30 juli 1993, Tokio)           | 18                      | 21                      | 27                      | 38                      |
| Tomu Mutō (武藤 十夢) (25 november 1994, Tokio)           |                         |                         |                         | 49                      |

### Team B
Kapitein: Ayaka Umeda.
| Naam (Geboren)                                         | Plaats in de verkiezing | Plaats in de verkiezing | Plaats in de verkiezing | Plaats in de verkiezing |
| Naam (Geboren)                                         | 1                       | 2                       | 3                       | 4                       |
| ------------------------------------------------------ | ----------------------- | ----------------------- | ----------------------- | ----------------------- |
| Anna Ishida (石田 安奈) (27 mei 1996, Aichi)           |                         | ×                       | ×                       | ×                       |
| Haruka Ishida (石田 晴香) (2 december 1993, Saitama)   | ×                       | 27                      | ×                       | 50                      |
| Miori Ichikawa (市川 美織) (12 februari 1994, Saitama) |                         |                         | 39                      | 58                      |
| Misaki Iwasa (岩佐 美咲) (30 januari 1995, Chiba)      | ×                       | ×                       | ×                       | 33                      |
| Ayaka Umeda (梅田 彩佳) (3 januari 1989, Fukuoka)      | ×                       | 32                      | 22                      | 16                      |
| Mina Ōba (大場 美奈) (3 april 1992, Kanagawa)          |                         | ×                       | 35                      | 57                      |
| Shizuka Ōya (大家 志津香) (28 december 1991, Fukuoka)  | ×                       | ×                       | 29                      | 59                      |
| Yuki Kashiwagi (柏木 由紀) (15 juli 1991, Kagoshima)   | 9                       | 8                       | 3                       | 3                       |
| Haruka Katayama (片山 陽加) (10 mei 1990, Aichi)       | 28                      | 37                      | ×                       | 48                      |
| Rena Katō (加藤 玲奈) (10 juli 1997, Chiba)            |                         |                         | ×                       | ×                       |
| Natsuki Kojima (小嶋 菜月) (8 maart 1995, Chiba)       |                         |                         | ×                       | ×                       |
| Haruna Kojima (小嶋 陽菜) (19 april 1988, Saitama)     | 6                       | 7                       | 6                       | 7                       |
| Mika Komori (小森 美果) (19 juli 1994, Aichi)          | ×                       | 30                      | 32                      | 64                      |
| Haruka Shimazaki (島崎 遥香) (30 maart 1994, Saitama)  |                         | 28                      | ×                       | 23                      |
| Miyu Takeuchi (竹内 美宥) (12 januari 1996, Tokio)     |                         | ×                       | ×                       | ×                       |
| Miku Tanabe (田名部 生来) (2 december 1992, Shiga)     | ×                       | ×                       | ×                       | ×                       |
| Mariko Nakamura (中村 麻里子) (16 dec. 1993, Chiba)    |                         | ×                       | ×                       | ×                       |
| Wakana Natori (名取 稚菜) (7 juni 1995, Tokio)         |                         |                         | ×                       | ×                       |
| Misato Nonaka (野中 美郷) (20 april 1991, Fukuoka)     | ×                       | ×                       | ×                       | ×                       |
| Reina Fujie (藤江 れいな) (1 februari 1994, Chiba)     | ×                       | 33                      | 40                      | 40                      |
| Suzuran Yamauchi (山内 鈴蘭) (8 december 1994, Chiba)  |                         | 36                      | ×                       | 54                      |
| Miyuki Watanabe (渡辺 美優紀) (19 sep. 1993, Nara)     |                         |                         | ×                       | 19                      |

### Overdracht naar het buitenland
JKT48
| Naam (Geboren)                                        | Plaats in de verkiezing | Plaats in de verkiezing | Plaats in de verkiezing | Plaats in de verkiezing |
| Naam (Geboren)                                        | 1                       | 2                       | 3                       | 4                       |
| ----------------------------------------------------- | ----------------------- | ----------------------- | ----------------------- | ----------------------- |
| Aki Takajō (高城 亜樹) (3 oktober 1991, Tokio)        | 23                      | 13                      | 12                      | 17                      |
| Haruka Nakagawa (仲川 遥香) (10 februari 1992, Tokio) | ×                       | 20                      | 24                      | 44                      |

SNH48
| Naam (Geboren)                                       | Plaats in de verkiezing | Plaats in de verkiezing | Plaats in de verkiezing | Plaats in de verkiezing |
| Naam (Geboren)                                       | 1                       | 2                       | 3                       | 4                       |
| ---------------------------------------------------- | ----------------------- | ----------------------- | ----------------------- | ----------------------- |
| Mariya Suzuki (鈴木 まりや) (29 april 1991, Saitama) | ×                       | ×                       | ×                       | ×                       |
| Sae Miyazawa (宮澤 佐江) (13 augustus 1990, Tokio)   | 14                      | 9                       | 11                      | 11                      |

### Kenkyūsei
Kenkyūsei (研究生, letterlijk "stagiaires")
| Naam (Geboren)                                            | Plaats in de verkiezing | Plaats in de verkiezing | Plaats in de verkiezing | Plaats in de verkiezing |
| Naam (Geboren)                                            | 1                       | 2                       | 3                       | 4                       |
| 12e generatie                                             | 12e generatie           | 12e generatie           | 12e generatie           | 12e generatie           |
| --------------------------------------------------------- | ----------------------- | ----------------------- | ----------------------- | ----------------------- |
| Miyu Ōmori (大森 美優) (3 september 1998, Kanagawa)       |                         |                         |                         | ×                       |
| Yukari Sasaki (佐々木 優佳里) (28 augustus 1995, Saitama) |                         |                         |                         | ×                       |
| Rina Hirata (平田 梨奈) (16 juli 1998, Fukuoka)           |                         |                         |                         | ×                       |
| 12,5e generatie                                           |                         |                         |                         |                         |
| Aimi Eguchi (江口 愛実) (11 februari 1995, Saitama)       |                         |                         |                         |                         |
| 1e generatie                                              |                         |                         |                         |                         |
| Minami Minegishi (峯岸 みなみ) (15 november 1992, Tokio)  | 16                      | 14                      | 15                      | 14                      |

## Discografie

### Singles
| Jaar | Nr. | Titel | Opmerkingen                                                                           | Hoogste positie             | Hoogste positie          | Hoogste positie           | Verkoop (Oricon) | Verkoop (Oricon) |
| Jaar | Nr. | Titel | Opmerkingen                                                                           | Oricon Weekly Singles Chart | Billboard JAPAN Hot 100* | RIAJ Digital Track Chart* | Eerste week      | Totaal           |
| ---- | --- | --- | ------------------------------------------------------------------------------------- | --------------------------- | ------------------------ | ------------------------- | ---------------- | ---------------- |
| 2006 | 1   | "Sakura no Hanabiratachi" (桜の花びらたち) | In eigen beheer uitgebracht                                                           | 10                          |                          |                           | 22,011           | 46,000           |
| 2006 | 2   | "Skirt, Hirari" (スカート、ひらり) | In eigen beheer uitgebracht                                                           | 13                          | 13,349                   | 21,000                    |                  |                  |
| 2006 | 1   | "Aitakatta" (会いたかった) | Debuutsingle op DefSTAR Records                                                       | 12                          | 32**                     | 17,481                    | 55,000           |                  |
| 2007 | 2   | "Seifuku ga Jama o Suru" (制服が邪魔をする) |                                                                                       | 7                           |                          | 16,866                    | 22,000           |                  |
| 2007 | 3   | "Keibetsu Shiteita Aijō" (軽蔑していた愛情) |                                                                                       | 8                           | 20,323                   | 23,000                    |                  |                  |
| 2007 | 4   | "BINGO!" |                                                                                       | 6                           | 21,830                   | 26,000                    |                  |                  |
| 2007 | 5   | "Boku no Taiyō" (僕の太陽) |                                                                                       | 6                           | 25,946                   | 29,000                    |                  |                  |
| 2007 | 6   | "Yūhi o Miteiru ka?" (夕陽を見ているか?) |                                                                                       | 10                          | 15,370                   | 18,000                    |                  |                  |
| 2008 | 7   | "Romance, Irane" (ロマンス、イラネ) |                                                                                       | 6                           | 22                       | 19,303                    | 23,000           |                  |
| 2008 | 8   | "Sakura no Hanabiratachi 2008" (桜の花びらたち2008) |                                                                                       | 10                          | 26                       | 22,112                    | 25,000           |                  |
| 2008 | 9   | "Baby! Baby! Baby!" | Digitale single                                                                       |                             | ×                        |                           |                  |                  |
| 2008 | 10  | "Ōgoe Diamond" (大声ダイヤモンド) | Eerste single op King Records                                                         | 3                           | 13                       | 51**                      | 48,258           | 97,000           |
| 2009 | 11  | "10nen Zakura" (10年桜, Jūnen Zakura) |                                                                                       | 3                           | 13                       |                           | 66,226           | 125,000          |
| 2009 | 12  | "Namida Surprise!" (涙サプライズ!) | Bevat een stemkaart voor AKB48 algemene verkiezingen                                  | 2                           | 5                        | 28                        | 104,180          | 169,000          |
| 2009 | 13  | "Iiwake Maybe" (言い訳Maybe) | Opstelling bepaald door algemene verkiezingen                                         | 2                           | 2                        | 11                        | 90,774           | 146,000          |
| 2009 | 14  | "RIVER" |                                                                                       | 1                           | 2                        | 17                        | 178,579          | 261,000          |
| 2010 | 15  | "Sakura no Shiori" (桜の栞) |                                                                                       | 1                           | 1                        | 15                        | 317,828          | 405,000          |
| 2010 | 16  | "Ponytail to Chouchou" (ポニーテールとシュシュ) |                                                                                       | 1                           | 1                        | 4                         | 513,453          | 740,000          |
| 2010 | 17  | "Heavy Rotation" (ヘビーローテーション) | Opstelling bepaald door algemene verkiezingen                                         | 1                           | 1                        | 1                         | 527,336          | 881,000          |
| 2010 | 18  | "Beginner" |                                                                                       | 1                           | 1                        | 2                         | 826,989          | 1,039,000        |
| 2010 | 19  | "Chance no Junban" (チャンスの順番) | Line-up bepaald door rock-paper-scissors toernooi                                     | 1                           | 1                        | 12                        | 596,769          | 694,000          |
| 2011 | 20  | "Sakura no Ki ni Narō" (桜の木になろう) |                                                                                       | 1                           | 1                        | 3                         | 942,479          | 1,082,000        |
| 2011 | —   | "Dareka no Tame ni ~What can I do for someone?~" | Digitale goed-doel single                                                             |                             | 17                       | 2                         |                  |                  |
| 2011 | 21  | "Everyday, Katyusha" (Everyday、カチューシャ) | ****                                                                                  | 1                           | 1                        | 1                         | 1,333,969        | 1,608,000        |
| 2011 | 22  | "Flying Get" (フライングゲット) | Opstelling bepaald door algemene verkiezingen                                         | 1                           | 1                        | 1                         | 1,354,492        | 1,626,000        |
| 2011 | 23  | "Kaze wa Fuiteiru" (風は吹いている) |                                                                                       | 1                           | 1                        | 1                         | 1 300,482        | 1 457,000        |
| 2011 | 24  | "Ue kara Mariko" (上からマリコ) | Line-up bepaald door rock-paper-scissors toernooi                                     | 1                           | 1                        | 3                         | 1,198,864        | 1,305,000        |
| 2012 | 25  | "GIVE ME FIVE!" | 15 februari 2012                                                                      | 1                           | 1                        | 1                         | 1,287,217        | 1,437,000        |
| 2012 | 26  | "Manatsu no Sounds good!" (真夏のSounds good !) | 23 mei 2012                                                                           | 1                           | 1                        | 2                         | 1,616,795        | 1,822,000        |
| 2012 | 27  | "Gingham Check" | Opstelling bepaald door algemene verkiezingen                                         | 1                           | 1                        |                           | 1,181,966        | 1,313,000        |
| 2012 | 28  | "UZA" |                                                                                       | 1                           | 1                        | 1,128,696                 | 1,246,000        |                  |
| 2012 | 29  | "Eien Pressure" | Line-up bepaald door rock-paper-scissors toernooi.                                    | 1                           | 1                        | 1,073,499                 | 1,189,000        |                  |
| 2013 | 30  | "So long!" |                                                                                       | 1                           | 1                        | 1 036,000                 | 1 132,853        |                  |
| 2013 | 31  | "Sayonara Crawl" | ****                                                                                  | 1                           | 1                        | 1,762,873                 | 1,955,800        |                  |
| 2013 | 32  | "Koi Suru Fortune Cookie" | Opstelling bepaald door algemene verkiezingen                                         | 1                           | 1                        | 1,330,432                 | 1,548,596        |                  |
| 2013 | 33  | "Heart Electric" |                                                                                       | 1                           | 1                        | 1,203,586                 | 1,294,197        |                  |
| 2013 | 34  | "Suzukake no Ki no Michi de Hohoemi o Yume ni Miru' to Itte Shimattara Bokutachi no Kankei wa Dō Kawatte Shimau no ka, Bokunari ni Nan-nichi ka Kangaeta Ue de no Yaya Kihazukashii Ketsuron no Yō na Mono" | Line-up bepaald door rock-paper-scissors toernooi.                                    | 1                           | 1                        | 1,033,336                 | 1,086,491        |                  |
| 2014 | 35  | "Mae shika Mukanee" |                                                                                       | 1                           | 1                        | 1,091,406                 | 1,153,906        |                  |
| 2014 | 36  | "Labrador Retriever" | ****                                                                                  | 1                           | 1                        | 1,662,265                 | 1,787,367        |                  |
| 2014 | 37  | "Kokoro no Placard" | Opstelling bepaald door algemene verkiezingen                                         | 1                           | 1                        | 1,005,774                 | 1,061,976        |                  |
| 2014 | 38  | "Kibōteki Refrain" |                                                                                       | 1                           | 1                        | 1,130,312                 | 1,199,429        |                  |
| 2015 | 39  | "Green Flash" |                                                                                       | 1                           | 1                        | 1,001,393                 | 1,045,492        |                  |
| 2015 | 40  | "Bokutachi wa Tatakawanai" | ****                                                                                  | 1                           | 1                        | 1,673,211                 | 1,782,897        |                  |
| 2015 | 41  | "Halloween Night" | Opstelling bepaald door algemene verkiezingen                                         | 1                           | 1                        | 1,277,761                 | 1,331,573        |                  |
| 2015 | 42  | "Kuchibiru ni Be My Baby" |                                                                                       | 1                           | 1                        | 905,490                   | 1,090,171        |                  |
| 2016 | 43  | "Kimi wa Melody" | Afgestudeerde leden (uit de oorspronkelijke Kami7 line-up) verschijnen in deze single | 1                           | 1                        | 1,237,891                 | 1,295,645        |                  |
| 2016 | 44  | "Tsubasa wa Iranai" | ****                                                                                  | 1                           | 1                        | 1,440,711                 | 1,519,387        |                  |
| 2016 | 45  | "LOVE TRIP / Shiawase wo Wakenasai" | Opstelling bepaald door algemene verkiezingen                                         | 1                           | 1                        | 1,177,769                 | 1,217,750        |                  |
| 2016 | 46  | "High Tension" |                                                                                       | 1                           | 1                        | 1,180,047                 | 1,218,677        |                  |
| 2017 | 47  | "Shoot Sign" |                                                                                       | 1                           | 1                        | 1,025,267                 | 1,080,818        |                  |
| 2017 | 48  | "Negaigoto no Mochigusare" | ****                                                                                  | 1                           | 1                        | 1,305,747                 | 1,385,393        |                  |
| 2017 | 49  | "#SukiNanda" | Opstelling bepaald door algemene verkiezingen                                         | 1                           | 1                        | 1,089,729                 | 1,120,617        |                  |
| 2017 | 50  | "11gatsu no Anklet" |                                                                                       | TBA                         | TBA                      | TBA                       | TBA              |                  |

* Billboard JAPAN Hot 100 is opgericht in februari 2008, RIAJ Digital Track Chart is opgericht in april 2009 en geannuleerd in juli 2012.

** Getekend in 2010
*** Dit zijn onofficiële cijfers verkregen door het samenvoegen van Oricon verkoopnummers voor verschillende periodes wanneer de single op Oricon is getekend.
**** Bevat een stemkaart voor AKB48 algemene verkiezingen

### Albums

#### Studioalbums
| Jaar | Nr. | Titel | Hoogste positie            | Verkoop (Oricon) | Verkoop (Oricon) | Certificatie (RIAJ)  |
| Jaar | Nr. | Titel | Oricon Weekly Albums Chart | Eerste week      | Totaal           | Certificatie (RIAJ)  |
| ---- | --- | --- | -------------------------- | ---------------- | ---------------- | -------------------- |
| 2008 | 1   | Set List ~Greatest Songs 2006–2007~ (SET LIST～グレイテストソングス 2006-2007～) - Verschijningsdatum: 1 januari 2008 - Opnieuw uitgebracht op 14 juli 2010 als Set List ~Greatest Songs~ Kanzenban - Label: DefSTAR Records (DFCL-1429/30 (Limited), DFCL-1431 (Regular), DFCL-1653 (Kanzen)*) | 29 2*                      | 15 921 67 817*   | 53,000 169,000*  | Platinum (250 000+)  |
| 2010 | 2   | Kamikyokutachi (神曲たち) - Verschijningsdatum: 7 april 2010 - Label: King Records (KIZC-65/6 (Regular), NKCD-6512/3 (Theater)) | 1                          | 294 627          | 564 000          | Double Platinum      |
| 2011 | 3   | Koko ni Ita Koto (ここにいたこと) - Verschijningsdatum: 8 juni 2011 - Label: King Records (KIZC-90117/8 (Limited), KIZC-117/8 (Regular), NKCD-6546 (Theater)) | 1                          | 601 985          | 883 000          | Million (1 000 000+) |
| 2012 | 4   | 1830m - Verschijningsdatum: 15 augustus 2012 - Label: King Records (KIZC-163/4/5 (Regular), NKCD-6611/2 (Theater)) | 1                          | 870 621          | 1 033 000        | Million (1 000 000+) |
| 2014 | 5   | Tsugi no Ashiato (次の足跡) - Verschijningsdatum: 22 januari 2014 - Label: King Records (KIZC-90240/2 (Limited), KICS-3014/5/6/7 (Regular Type A/B), NKCD-6655 (Theater)) | 1                          | 961 531          | 1,041,951        | Million              |
| 2015 | 6   | Koko ga Rhodes da, Koko de Tobe! (ここがロドスだ、ここで跳べ!) - Verschijningsdatum: 21 januari 2015 - Label: King Records (KIZC-90265/7 (Limited), KICS-3162/3/4/5 (Regular Type A/B), NKCD-6695 (Theater))                                                                                    | 1                          | 746,717          | 780,591          | Triple Platinum      |
| 2015 | 7   | 0 to 1 no Aida (0と1の間) - Verschijningsdatum: 18 november 2015 - Label: King Records KICS-3312/3 (No.1 Singles), KICS-3314/5 (Million Singles), KIZC-90343/6 (Complete Singles), NKCD-6720/1 (Theater))                                                                                       | 1                          | 625,756          | 715,109          | Triple Platinum      |
| 2017 | 8   | Thumbnail (サムネイル) - Verschijningsdatum: 25 januari 2017 - Label: King Records (KIZC-370/1 (Type A), KICS-3468 (Type B), NKCD-6777 (Theater ed.)) | 1                          | 609,565          | 623,132          | TBA                  |

*in 2010 als Set List ~Greatest Songs~ Kanzenban (SET LIST～グレイテストソングス～完全盤)

#### Theateralbums
| Nr.             | Jaar            | Titel                                                                          | Verschijningsdatum |
| DefSTAR Records | DefSTAR Records | DefSTAR Records                                                                | DefSTAR Records    |
| --------------- | --------------- | ------------------------------------------------------------------------------ | ------------------ |
| 1               | 2007            | Team A 1st Stage «PARTY ga Hajimaru yo» (チームA 1st Stage「PARTYが始まるよ」) | 21 maart 2007      |
| 2               | 2007            | Team A 2nd Stage «Aitakatta» (チームA 2nd Stage「会いたかった」)               | 21 maart 2007      |
| 3               | 2007            | Team A 3rd Stage «Dareka no Tame ni» (チームA 3rd Stage「誰かのために」)       | 21 maart 2007      |
| 4               | 2007            | Team K 1st Stage «PARTY ga Hajimaru yo» (チームK 1st Stage「PARTYが始まるよ」) | 21 maart 2007      |
| 5               | 2007            | Team K 2nd Stage «Seishun Girls» (チームK 2nd Stage「青春ガールズ」)           | 21 maart 2007      |
| 6               | 2007            | Team K 3rd Stage «Nōnai Paradise» (チームK 3rd Stage「脳内パラダイス」)        | 21 maart 2007      |
| AKS             |                 |                                                                                |                    |
| 7               | 2008            | Team A 5th Stage «Ren'ai Kinshi Jōrei» (チームA 5th Stage「恋愛禁止条例」)     | 11 augustus 2008   |
| 8               | 2008            | Team K 5th Stage «Saka Agari» (チームK 5th Stage「逆上がり」)                  | 11 augustus 2008   |
| 9               | 2008            | Team B 4th Stage «Idol no Yoake» (チームB 4th Stage「アイドルの夜明け」)       | 11 augustus 2008   |
| 10              | 2010            | Team K 6th Stage «RESET» (チームK 6th Stage「RESET」)                          | 7 augustus 2010    |
| 11              | 2010            | Team B 5th Stage «Theater no Megami» (チームB 5th Stage「シアターの女神」)     | 7 augustus 2010    |
| 12              | 2010            | Team A 6th Stage «Mokugekisha» (チームA 6th Stage「目撃者」)                   | 18 september 2010  |

### Dvd's

#### Theatervoorstellingen
| Nr.             | Jaar | Titel | Verschijningsdatum | Opmerkingen             |
| AKS             | AKS  | AKS | AKS                | AKS                     |
| --------------- | ---- | --- | ------------------ | ----------------------- |
| —               | 2006 | Team A PARTY ga Hajimaru yo ~1st Stage~ (チームA PARTYが始まるよ 〜1st stage〜)                                | 11 augustus 2006   | Bep. opl. van 1000 exx. |
| DefSTAR Records |      | |                    |                         |
| 1               | 2007 | Team A 1st Stage «PARTY ga Hajimaru yo» (チームA 1st Stage「PARTYが始まるよ」)                                 | 21 maart 2007      |                         |
| 2               | 2007 | Team A 2nd Stage «Aitakatta» (チームA 2nd Stage「会いたかった」)                                               | 21 maart 2007      |                         |
| 3               | 2007 | Team A 3rd Stage «Dareka no Tame ni» (チームA 3rd Stage「誰かのために」)                                       | 21 maart 2007      |                         |
| 4               | 2007 | Team K 1st Stage «PARTY ga Hajimaru yo» (チームK 1st Stage「PARTYが始まるよ」)                                 | 21 maart 2007      |                         |
| 5               | 2007 | Team K 2nd Stage «Seishun Girls» (チームK 2nd Stage「青春ガールズ」)                                           | 21 maart 2007      |                         |
| —               | 2007 | Starter Kit «Ima Kara Demo Maniau AKB48!!» (スターターキット「今からでも間に合うAKB48!!」)                     | 21 maart 2007      | Bep. opl. boxset        |
| 6               | 2007 | Team A 4th Stage «Tadaima Ren'aichū» (チームA 4th Stage「ただいま恋愛中」)                                     | 28 november 2007   |                         |
| 7               | 2007 | Team K 3rd Stage «Nōnai Paradise» (チームK 3rd Stage「脳内パラダイス」)                                        | 28 november 2007   |                         |
| 8               | 2008 | Team B 1st Stage «Seishun Girls» (チームB 1st Stage「青春ガールズ」)                                           | 26 maart 2008      |                         |
| 9               | 2008 | Himawarigumi 1st Stage «Boku no Taiyō» (ひまわり組 1st Stage「僕の太陽)                                        | 23 april 2008      |                         |
| AKS             |      | |                    |                         |
| 10              | 2008 | Team B 2nd Stage «Aitakatta» (チームB 2nd Stage「会いたかった」)                                               | 26 september 2008  |                         |
| 11              | 2008 | Himawarigumi 2nd Stage «Yume wo Shinaseru Wake ni Ikanai» (ひまわり組 2nd Stage「夢を死なせるわけにいかない」) | 5 october 2008     |                         |
| 12              | 2009 | Team B 3rd Stage «Pajama Drive» (チームB 3rd Stage「パジャマドライブ」)                                        | 3 april 2009       |                         |
| 13              | 2009 | Team K 4th Stage «Saishū Bell ga Naru» (チームK 4th Stage「最終ベルが鳴る」)                                   | 11 september 2009  |                         |
| 14              | 2010 | Team K 5th Stage «Saka Agari» (チームK 5th Stage「逆上がり」)                                                  | 24 april 2010      |                         |
| 15              | 2010 | Team B 4th Stage «Idol no Yoake» (チームB 4th Stage「アイドルの夜明け」)                                       | 12 juni 2010       |                         |
| 16              | 2010 | Team A 5th Stage «Ren'ai Kinshi Jōrei» (チームA 5th Stage「恋愛禁止条例」)                                     | 19 juni 2010       |                         |

## Videografie

### Muziekvideo's
| Nr. | Single                    | Artiest       | Titel                                          |
| --- | ------------------------- | ------------- | ---------------------------------------------- |
| 10  | "Ōgoe Diamond"            | AKB48         | "Ōgoe Diamond"                                 |
| 11  | "10nen Zakura"            | AKB48         | "10nen Zakura"                                 |
| 12  | "Namida Surprise!"        | AKB48         | "Namida Surprise!"                             |
| 13  | "Iiwake Maybe"            | AKB48         | "Iiwake Maybe"                                 |
| 13  | "Iiwake Maybe"            | Under Girls   | "Tobenai Agehachō"                             |
| 14  | "RIVER"                   | AKB48         | "RIVER"                                        |
| 14  | "RIVER"                   | Under Girls   | "Kimi no Koto Suki Dakara"                     |
| 14  | "RIVER"                   | Theater Girls | "Hikōkigumo (Theater Girls Ver.)"              |
| 15  | "Sakura no Shiori"        | AKB48         | "Sakura no Shiori"                             |
| 15  | "Sakura no Shiori"        | AKB48         | "Majisuka Rock 'n' Roll"                       |
| 15  | "Sakura no Shiori"        | Team PB       | "Enkyori Poster"                               |
| 15  | "Sakura no Shiori"        | Team YJ       | "Choose me!"                                   |
| 16  | "Ponytail to Chouchou"    | AKB48         | "Ponytail to Chouchou"                         |
| 16  | "Ponytail to Chouchou"    | Under Girls   | "Nusumareta Kuchibiru"                         |
| 16  | "Ponytail to Chouchou"    | Theater Girls | "Boku no YELL"                                 |
| 16  | "Ponytail to Chouchou"    | AKB48         | "Majijo Teppen Blues"                          |
| 17  | "Heavy Rotation"          | AKB48         | "Heavy Rotation"                               |
| 17  | "Heavy Rotation"          | Under Girls   | "Namida no Seesaw Game"                        |
| 17  | "Heavy Rotation"          | Yasai Sisters | "Yasai Sisters"                                |
| 17  | "Heavy Rotation"          | AKB48         | "Lucky Seven"                                  |
| 18  | "Beginner"                | AKB48         | "Beginner"                                     |
| 19  | "Chance no Junban"        | AKB48         | "Chance no Junban"                             |
| 20  | "Sakura no Ki ni Narō"    | AKB48         | "Sakura no Ki ni Narō"                         |
| 21  | "Everyday, Katyusha"      | AKB48         | "Everyday, Katyusha"                           |
| 21  | "Everyday, Katyusha"      | AKB48         | "Kore kara Wonderland"                         |
| 22  | "Flying Get"              | AKB48         | "Flying Get"                                   |
| 22  | "Flying Get"              | AKB48         | "Flying Get" (Dancing Version)                 |
| 22  | "Flying Get"              | Under Girls   | "Dakishimecha Ikenai"                          |
| 23  | "Kaze wa Fuiteiru"        | AKB48         | "Kaze wa Fuiteiru"                             |
| 23  | "Kaze wa Fuiteiru"        | AKB48         | "Kaze wa Fuiteiru" (DANCE! DANCE! DANCE! ver.) |
| 23  | "Kaze wa Fuiteiru"        | Under Girls   | "Kimi no Senaka"                               |
| 24  | "Ue kara Mariko"          | AKB48         | "Ue kara Mariko"                               |
| 24  | "Ue kara Mariko"          | AKB48         | "Noël no Yoru"                                 |
| 25  | "GIVE ME FIVE!"           | AKB48         | "GIVE ME FIVE!"                                |
| 25  | "GIVE ME FIVE!"           | Selection 6   | "Sweet & Bitter"                               |
| 26  | "Manatsu no Sounds good!" | AKB48         | "Manatsu no Sounds good!" (Dance Ver.)         |
| 26  | "Manatsu no Sounds good!" | AKB48         | "Gugutasu no Sora"                             |
| 27  | "Gingham Check"           | AKB48         | "Gingham Check"                                |
| 27  | "Gingham Check"           | AKB48         | "Yume no Kawa"                                 |
| 27  | "Gingham Check"           | AKB48         | "Nante Bohemian"                               |
| 28  | "UZA"                     | AKB48         | "UZA" (Dance Ver.)                             |
| 28  | "UZA"                     | AKB48         | "Tsugi no Season"                              |
| 29  | "Eien Pressure"           | AKB48         | "Eien Pressure"                                |
| 29  | "Eien Pressure"           | NMB48         | "HA!"                                          |
| 30  | "So long!"                | AKB48         | "So long!"                                     |
| 30  | "So long!"                | AKB48         | "Waiting room"                                 |

## Prijzen
De belangrijkste prijzen die de band heeft gewonnen
| Jaar | Ceremonie                    | Prijs                            | Genomineerde(n)           | Uitslag  |
| ---- | ---------------------------- | -------------------------------- | ------------------------- | -------- |
| 2011 | 53rd Japan Record Awards     | Grand Prix                       | "Flying Get"              | Gewonnen |
| 2011 | Billboard Japan Music Awards | Artist of the Year               |                           | Gewonnen |
| 2011 | Billboard Japan Music Awards | Top Pop Artists                  |                           | Gewonnen |
| 2011 | Billboard Japan Music Awards | Hot 100 of the Year              | "Everyday, Katyusha"      | Gewonnen |
| 2011 | Billboard Japan Music Awards | Hot 100 Single Sales of the Year | "Everyday, Katyusha"      | Gewonnen |
| 2012 | 14th Mnet Asian Music Awards | Best Asian Artist Japan          | "Uza"                     | Gewonnen |
| 2012 | Billboard Japan Music Awards | Artist of the Year               |                           | Gewonnen |
| 2012 | Billboard Japan Music Awards | Top Pop Artists                  |                           | Gewonnen |
| 2012 | Billboard Japan Music Awards | Hot 100 of the Year              | "Manatsu no Sounds good!" | Gewonnen |
| 2012 | Billboard Japan Music Awards | Hot 100 Single Sales of the Year | "Manatsu no Sounds good!" | Gewonnen |
| 2012 | 54th Japan Record Awards     | Grand Prix                       | "Manatsu no Sounds good!" | Gewonnen |